# بوگدانگتس (استان لوبوسکی)
بوگدانگتس (به لهستانی:  Bogdaniec) یک روستا در لهستان است که در گمینا بوگدانگتس واقع شده‌است. بوگدانگتس ۱٬۱۰۰ نفر جمعیت دارد.